# Frédéric Kanouté
Frédéric "Fredi" Kanouté (nascut el 2 de setembre del 1977 a Sainte-Foy-lès-Lyon, prop de Lió) és un futbolista malià que actualment està retirat.

## Biografia
Va néixer a França, però els seus pares són malians, i va decidir jugar per al seu país d'origen. Es va convertir a l'islam quan tenia 20 anys.
El 25 d'agost del 2006 va marcar el segon gol del Sevilla contra el FC Barcelona, a la final que enfrontava el campió d'Europa, el FC Barcelona, enfront del campió de la copa de la UEFA, el Sevilla FC, en un partit que acabà amb la victòria d'aquest últim per 3-0, resultat que donava el títol a l'equip andalús.
A més, va marcar l'únic gol de la final de Copa del Rei, davant el Getafe CF, que va finalitzar 1-0 a favor dels andalusos. Es va convertir, així, en l'únic jugador que ha marcat en totes les finals jugades, i guanyades, del Sevilla FC en els últims temps.

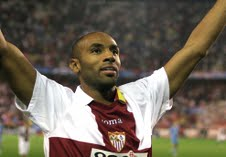
Kanoute celebrant un gol amb el Sevilla

## Palmarès
Sevilla
- 2005-06 Copa de la UEFA
- 2006 Supercopa d'Europa
- 2006-07 Copa de la UEFA
- 2006-07 Copa del Rei
- 2007 Supercopa espanyola
- 2009-10 Copa del Rei